# Нові Ляди

Нові Ляди

Нові Ляди (рос. Новые Ляды) — колишнє селище міського типу в Пермському краї, з 1 січня 2006 увійшов до складу міста Перм. Розташований за 20 кілометрів на схід від центру міста.
Виконуюча обов'язки голови адміністрації селища — Кукліна Антоніна Василівна.

## Історія
У 1949 році почалося будівництво Камськой ГЕС. В зоні затоплення виявилася ділянка Пермської залізниці від станції Левшин до станції Силва і прилеглі до нього населені пункти — села Грязнє, Нова, Ляди, Вахруши, Горська, Семенівка, Плотникове, Верх-Річка та Винний завод Усть-Силвенської сільської ради. Тому в 1951 році розпочалося будівництво нової ділянки залізниці та залізничної станції, що отримала назву Ляди. Поблизу станції було засновано селище, куди були переселені мешканці затоплюваних територій. Перші житлові будинки були побудовані на вулицях Чусовський, Лядовський та Залізничній. Залізниця була відкрита 30 квітня 1954 року.
У 1953–1959 рр. Нові Ляди відносились до Усть-Силвенської сільської ради Верхньо-Городковського району Молотовської області. У липні 1959 року Нові Ляди отримали статус робітничого селища, утворена Ново-Лядовська селищна Рада депутатів трудящих. Населення селища склало 8384 людини.
У 1960 році селище було включено до складу Верхнемуллінського району Пермської області. У 1963 році увійшло до складу Орджонікідзевського району міста Пермі, а в 1972 році в підпорядкування району були передані населені пункти Ново-Лядовської селищної ради Малі Річки, Н.-Васильєво, В.-Васильєво. У 1980 році селище Нові Ляди передано у підпорядкування Свердловського району міста Пермі.
У 1996 році було утворено внутрішньоміське муніципальне утворення «Селище Нові Ляди», пройшли вибори голови селища та депутатів селищної Думи. 1 січня 2006 муніципальне утворення було скасовано і створено територіальний орган адміністрації міста Пермі — адміністрація селища Нові Ляди. Населений пункт Нові Ляди був виключений з облікових даних.

## Населення
За підсумками Всеросійського перепису населення 2002 року населення Нових Ляд склало 9280 чоловік. На 1 січня 2008 року населення селища становило 9700 чоловік (5200 жінок та 4500 чоловіків), з них працездатне населення — 5200 чоловік, пенсіонери — 2700 чоловік, діти — 1800 чоловік.
- 1963 (7000 чоловік)
- 2002 (9280 чоловік)
- 2008 (9700 чоловік, 5200 жінок, 4500 чоловіків)

## Освіта
У Нових Лядах діє 6 освітніх установ. 449 дітей відвідують дошкільні заклади, 700 — навчаються у школі. Клуб «Веселка» — підрозділ установи додаткової освіти «Центр дитячої творчості» Свердловського району — відвідують 400 школярів.

## Економіка
У селищі розміщено 40 організацій і установ та 19 підприємств малого та середнього бізнесу (з них 7 — з числом працюючих понад 80 осіб).
Найбільші підприємства:
- Випробувальний полігон ВАТ «Протон-ПМ»;
- Заміська випробувальна станція цех ЗІС № 52 ВАТ «Пермський моторний завод»;
- ТОВ "Цегельний завод «Керамос»;
- ТОВ «Уралпроммонтаж»;
- ТОВ «Промбуд».

## Відомі уродженці
- Кущенко Сергій Валентинович — президент баскетбольного клубу ЦСКА.

## Примітка
1. ↑  Администрация поселка Новые Ляды г. Перми. Район сегодня. [Архівовано 2008-05-19 у Wayback Machine.] — Адміністрація міста Пермі.
2. ↑  Администрация поселка Новые Ляды г. Перми. Общие Сведения. [Архівовано 19 травня 2008 у Wayback Machine.] — Адміністрація міста Пермі.
3. 1 2  Администрация поселка Новые Ляды г. Перми. Историческая справка. [Архівовано 15 жовтня 2012 у Wayback Machine.] — Адміністрація міста Пермі.